# Каплиця Святого Георгія (Віндзорський замок)
Каплиця Святого Георгія у Віндзорському замку (англ. St George’s Chapel) — каплиця у готичному стилі, що розташована у нижньому дворі Віндзорського замку у абатстві Беркшир в Англії. Каплиця перебуває під прямою юрисдикцією монарха та є каплицею Ордену Підв'язки. Будівля була закладена у XIV столітті королем Едуардом III. У XV столітті каплиця була значно розширена. Каплиця — місце проведення королівських богослужінь, шлюбів та похоронів.
Управління каплицею є обов'язком декана та каноників Віндзора.

## Історія

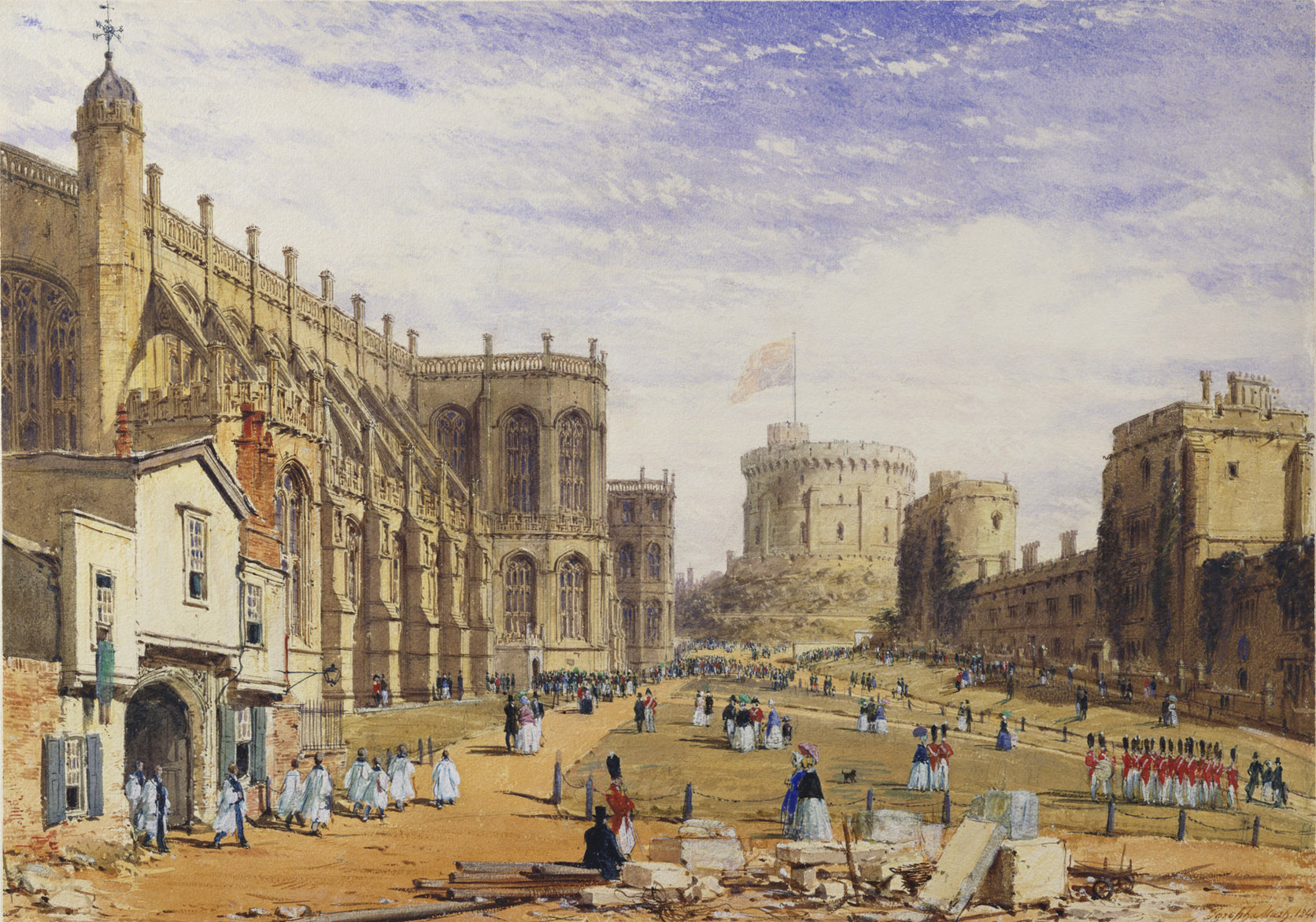
Каплиця Святого Георгія (ліворуч) у Віндзорському замку. 1848.

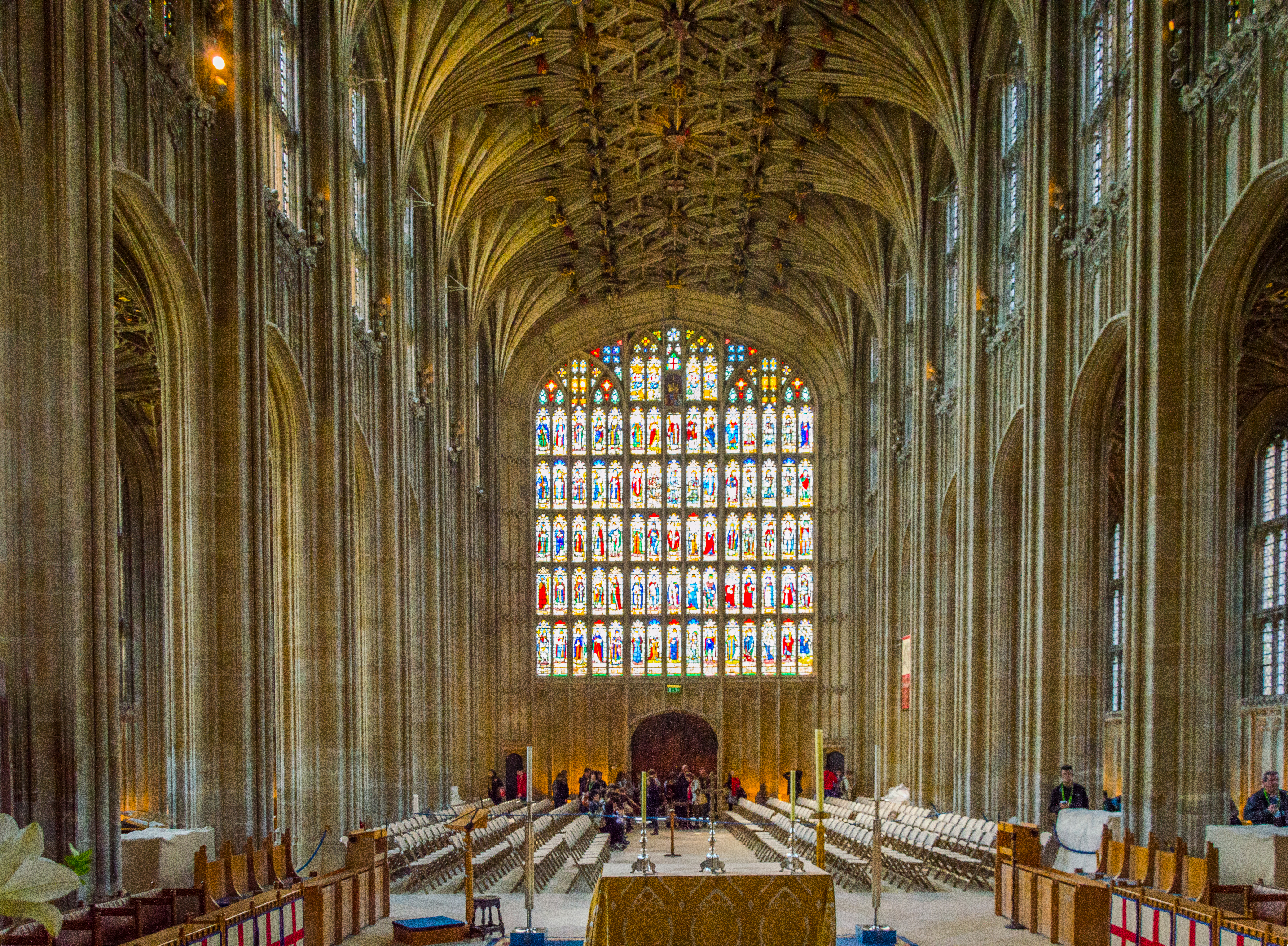
Сучасний інтер'єр каплиці

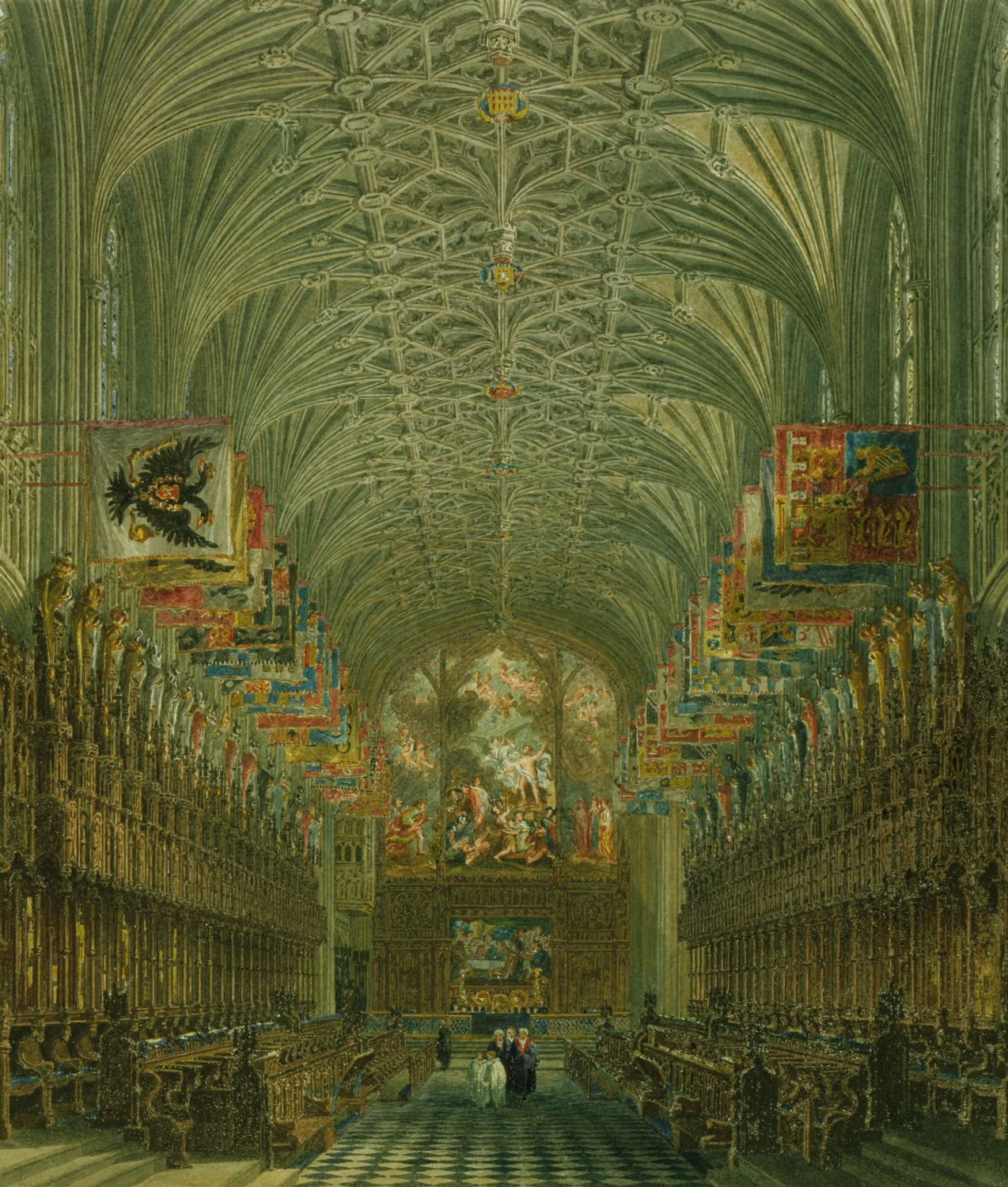
Хори каплиці Святого Георгія та стяги кавалерів Ордену Підв'язки над ними. 1818.

У 1348 році король Едуард III заснував у Англії два нові релігійні коледжі: Святого Стефана у Вестмінстері та Святого Георгія у Віндзорі. Останній був прибудований до каплиці святого Едуарда Сповідника, яку на початку XIII століття побудував Генріх III. Пізніше каплиця була заново освячена на честь пресвятої Діви Марії, святого Георгія та Едуарда Сповідника, а згодом вона стала відома тільки за освяченням на честь святого Георгія. У 1353—1354 роках за наказом Едуарда III було добудовано портик, що використовувався як вхід у коледж.
Каплиця святого Георгія стала каплицею Ордену Підв'язки. Спеціальна служба проводиться у каплиці щороку в червні, в ній беруть участь члени Ордену. Над верхніми хорами висять геральдичні стяги Ордену Підв'язки, а на самих хорах є місця для кавалерів та дам Ордену Підв'язки, яке належить їм пожиттєво.
У 1478—1528 роках каплиця була майже повністю перебудована. Почав перебудову король Едуард IV, а продовжили її Генріх VII та Генріх VIII. Каплиця святого Едуарда Сповідника була збільшена до розмірів собору під керівництвом Річарда Бічема, єпископа Солсберійського, та майстра-муляра Генрі Джанінса. Також був зведений монастир, у якому помістили 45 нових священнослужителів: 16 вікаріїв, диякона-євангеліста, 13 клерків-мирян, 2 клерків-епістоляріїв та 13 хористів. Хор каплиці існує до сьогодення, до нього входять 20 осіб. Хористи каплиці є студентами школи-пансіону Святого Георгія при Віндзорському палаці. Протягом семестру навчання вони щоранку приходять до каплиці, де навчаються та тренуються церковному хоровому співу.
Каплиця Святого Георгія була популярним місцем для паломництва у період Пізнього Середньовіччя, оскільки вважалось, що у ній є декілька важливих поховань, зокрема, Генріха VI, а також фрагмент Животворного Хреста, який зберігається у релікварії. Фрагмент Хреста опинився у Едуарда II після завоювання валійських земель.
Каплиця зазнала значного руйнування в роки Англійської революції XVII століття. Прихильники Парламенту (так звані «Круглоголові») увірвались у каплицю та розграбували її 23 жовтня 1642 року. Ще одне грабування відбулося у 1643 році, коли було зруйновано будинок каноніків XV століття, з даху каплицю знято свинець, а елементи незакінченого пам'ятника Генріху VIII були вкрадені. Після страти короля Карла І Стюарта у 1649 році його поховали у невеликому склепі в центральній частині хорів. Після реставрації Стюартів каплиця святого Георгія була відновлена.
Під час правління королеви Вікторії східна частина хорів каплиці були перебудовані в честь пам'яті принца Альберта. Було завершено будівництво каплиці Леді. Також під цією каплицею було завершено будівництво королівського склепу. У західній частині каплиці святого Георгія був відкритий парадний вхід.
Під час богослужінь, весіль та похоронів каплиця може вмістити 800 осіб.

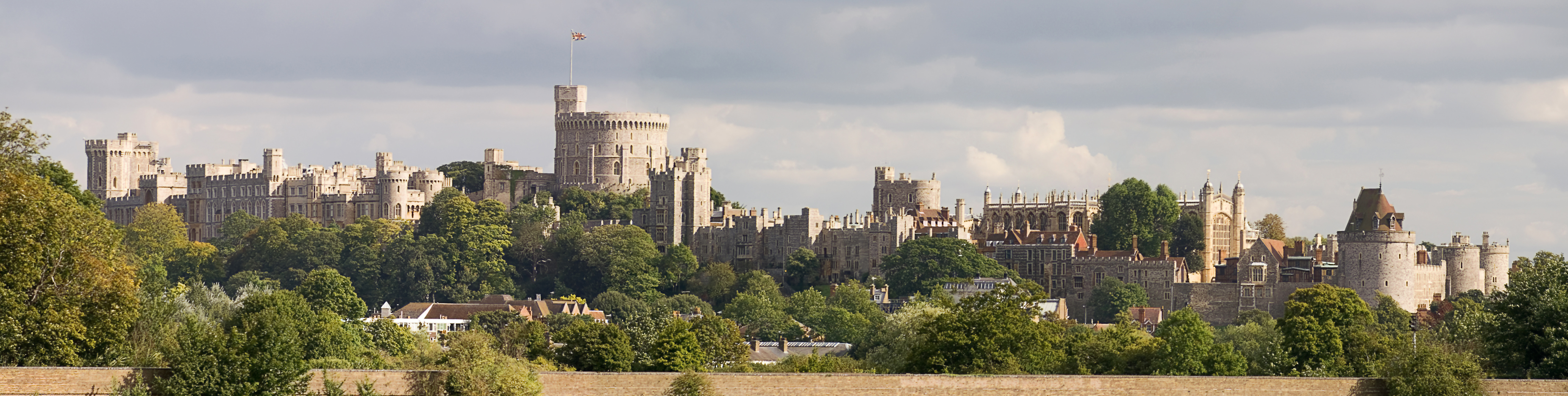
Панорама Віндзорського палацу. Каплиця Святого Георгія знаходиться у нижньому дворі праворуч

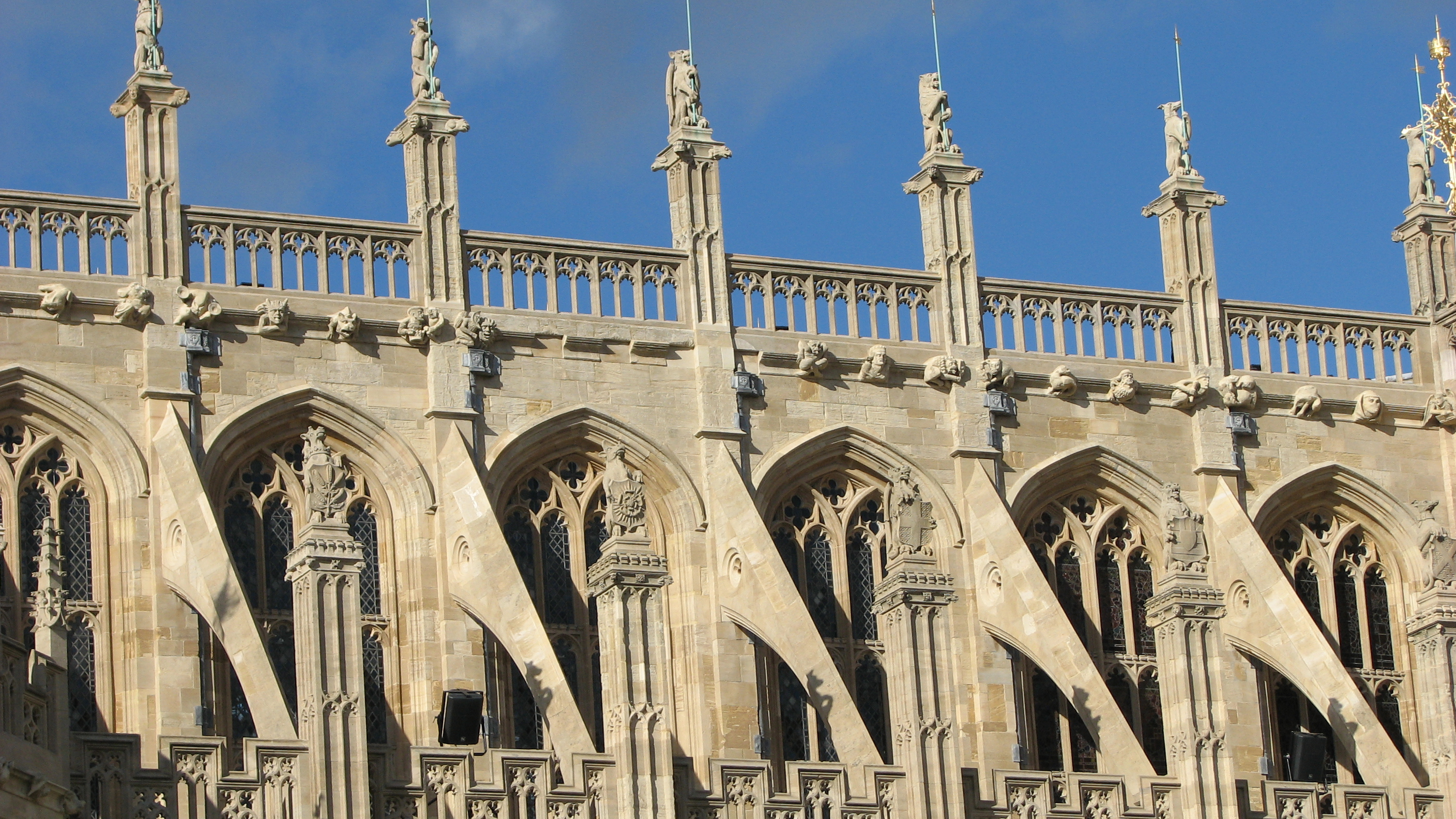
Звірі королеви на пінаклях каплиці

На даху каплиці, на верхівках пінаклів, а також на пінаклях збоку каплиці, знаходяться 76 геральдичних статуй, що представляють Звірів королеви — королівських щитотримачів Англії. Статуї представляють 14 геральдичних Звірів: лева Англії, червоного дракона Уельсу, пантеру Джейн Сеймур, сокола Йорків, чорного бика Кларенсів, єйла Бофортів, білого лева Мортимерів, хорта Річмондів, білого оленя Річарда II, срібну антилопу Богунів, чорного дракона Ольстерів, білого лебедя Герефорда, єдинорога Едуарда III та золоту лань Кента.
Оригінальні статуї датуються XVI століттям, але були демонтовані у 1682 році за порадною сера Крістофера Рена. Сучасні статуї датуються 1925 роком, коли каплиця була відреставрована.

## Весілля

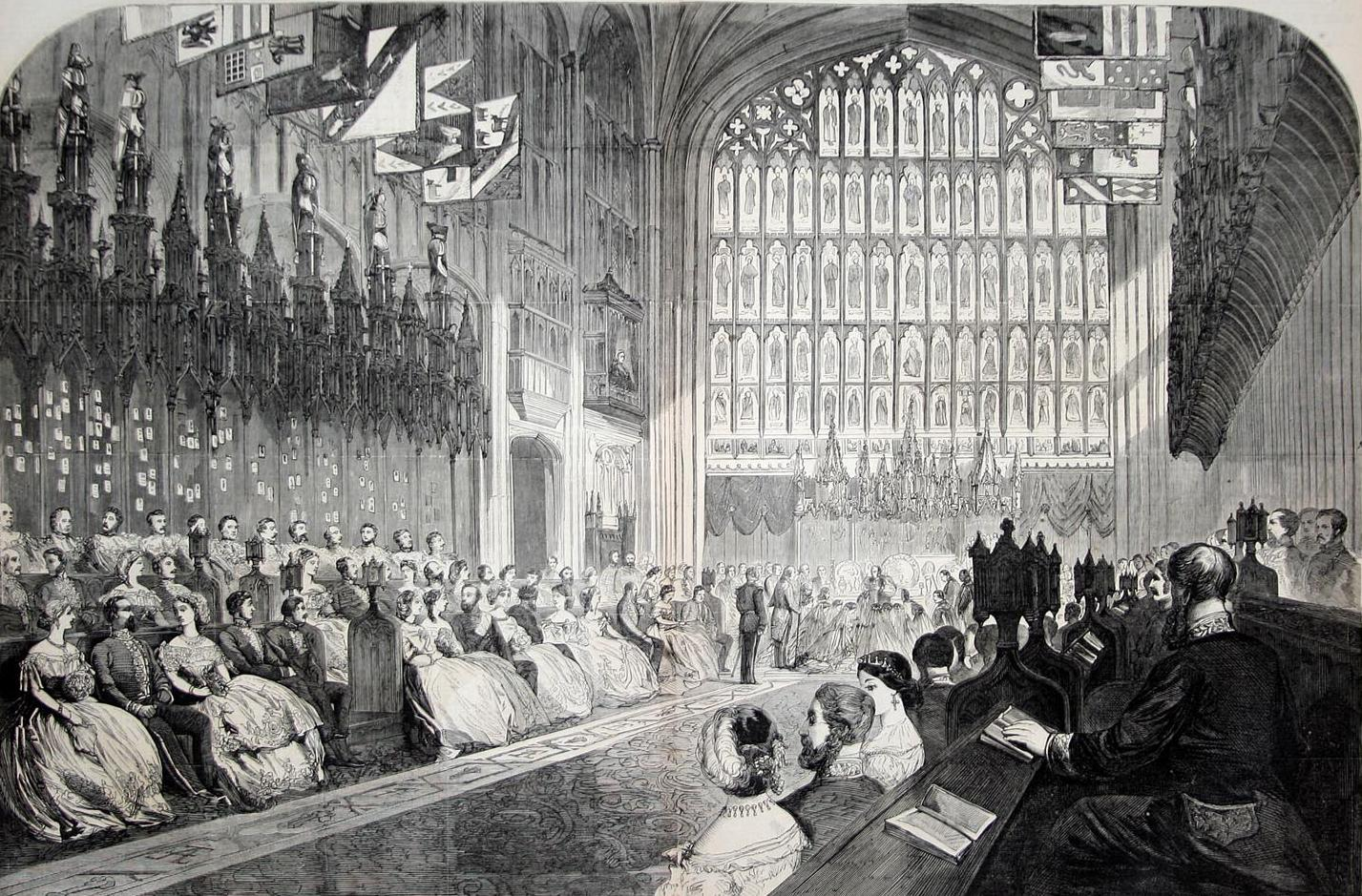
Весілля Еударда, принца Уельського, та Олександри Данської. 1863.

- Едуард, принц Уельський, та Олександра Данська (1863)
- Єлена Великобританська та Крістіан Шлезвіг-Гольштейнський (1866)
- Луїза, герцогиня Аргайльська, та Джон Кемпбелл (1871)
- Артур Вільям Патрик Альберт та Луїза Маргарита Прусська (1879)
- Фредеріка Ганноверська та барон Альфонс фон Павло-Раммінген (1880)
- Леопольд, герцог Олбані, та Олена Вальдек-Пірмонтська (1882)
- Марія Луїза Шлезвіг-Гольштейнська та Аріберт Ангальтський (1891)
- Аліса, графиня Атлонська, та Александр Кембридж (1904)
- Маргарита Коннаутська та Густав VI Адольф (1905)
- Гелен Кембридж та майор Джон Гіббс (1919)
- Хелен Тейлор та Тімоті Тейлор (1992)
- Едвард, граф Уессекський, та Софі, графиня Уессекська (1999)
- Чарльз, принц Уельський, та Камілла, герцогиня Корнуольська (2005)
- Пітер Філліпс та Отем Келлі (2008)
- Гаррі, герцог Сассекський, та Меган Маркл (2018)[5]
- Євгенія Йоркська та Джек Бруксбенк (2018)
- Габріелла Віндзор та Томас Кінгстон (2019)

## Поховання
Вівтар
- Джордж Плантагенет (1479)
- Марія Йоркська (1482)
- Едуард IV (1483)
- Генріх VI (перепохований у 1484)
- могили двох неідентифікованих осіб, дітей, ймовірно, принців у Тауері
- Єлизавета Вудвіл (1492)
- Луїза Саксен-Веймарська, племінниця королеви Адельгейди (1832)
- Едуард VII (1910)
- Олександра Данська (1925)

Хор
- Джейн Сеймур (1537)
- Генріх VIII (1547)
- Карл І Стюарт (1649)
- мертвонароджений син королеви Анни Стюарт (1698)

Королівський склеп
- Амелія Великобританська (1810)
- Августа Великобританська (1813)
- Шарлотта Августа Уельська (1817)
- мертвонароджений син принцеси Шарлотти (1817)
- Софія Шарлотта Мекленбург-Штреліцька (1818)
- мертвонароджена дочка Ернста Августа (1818)
- Георг III (1820)
- Едуард Август, герцог Кентський (1820)
- Альфред Великобританський (перепохований у 1820)
- Октавій Великобританський (перепохований у 1820)
- Єлизавета Кларенс (1821)
- Фредерік, герцог Йоркський та Олбані (1827)
- Георг IV (1830)
- Вільгельм IV (1837)
- Августа Софія Великобританська (1840)
- Адельгейда Саксен-Майнінгенська (1849)
- Гаральд Шлезвіг-Гольштейнський, син Єлени Великобританської
- Георг V Ганноверський (1878)
- Марія Аделаїда Кембриджська (1897)
- Франц, герцог Текський (1900)
- Фредеріка Ганноверська (1926)
- Адольф Фредерік, герцог Кембриджський (перепохований у 1930)
- Августа Гессен-Кассельська (перепохована у 1930)

Біля західного проходу
- Георг V (1936)
- Марія Текська (1953)

Меморіальна каплиця короля Георга VI
- Георг VI (перепохований у 1969)[6]
- Маргарет, принцеса Великої Британії (2002)
- Єлизавета Боуз-Лайон (2002)
- Філіп, герцог Единбурзький (2021)[7]
- Єлизавета II  (2022)[8]

Меморіальна каплиця Альберта
- Вікторія фон Павло-Раммінген (1881)
- Леопольд, герцог Олбані (1884)
- Альберт Віктор, герцог Кларенс (1892)

Глостерський склеп
- Вільям Генрі, герцог Глостерський та Единбурзький (1805)
- Марія, герцогиня Глостерська та Единбурзька (1807)
- Вільям Фредерік, герцог Глостерський та Единбурзький (1834)
- Софія Глостерська (1844)
- Марія, герцогиня Глостерська та Единбурзька (1857)[9]

Інші
- Вільям Гастінґс, 1-й барон Гастінґс (1483), у північній частині каплиці Святого Георгія, навпроти Едуарда IV

## У літературі
- Wenceslaus Hollar. View and Ground Plan of St. George's Chapel, Windsor ca. 1671.[10]
- John Henry Le Keux. St. George's Chapel, Windsor. Ground Plan 1810. Engraved after a plan by F. Mackenzie, published in Britton's Architectural antiquities of Great Britain, 1807. Copper-engraved antique plan.[11][12]